# Ánixi (Attique)
Ánixi, en grec moderne : Άνοιξη, est une agglomération du dème de Diónysos en Attique de l'Est, au nord d'Athènes, en Grèce. 
Selon le recensement de 2011, sa population s'élève à 6 510 habitants.